# Луцій Віселій Варрон
Луцій Віселій Варрон (лат. Lucius Visellius Varro; ? — після 24) — державний діяч часів ранньої Римської імперії, консул 24 року.

## Біографія
Походив з роду вершників Віселіїв. Його батьком є Гай Віселій Варрон, консул-суффект 12 року.
24 року до н. е. його було обрано консулом разом з Сервієм Корнелієм Цетегом. Під час свого консульського строку облудно звинуватив Гая Сілія Авла Цецину Ларга, який був з 21 року особистим ворогом його батька, Гая Віселія, в здирництві та спробі зради Риму, після чого Гай Сілій покінчив життя самогубством.
Про подальшу долю Луція Віселія Варрона згадок немає.